# Koi... Mil Gaya
Koi...Mil Gaya (Hindi: कोई मिल गया, traducción: Encontré a alguien) es una película de ciencia ficción de Bollywood del año 2003, dirigida por Rakesh Roshan que también actuó junto con Hrithik Roshan, Rekha y Preity Zinta. Su estreno fue el 8 de agosto de 2003. La película es la primera parte de la serie Koi... Mil Gaya y parece ser una adaptación de la historia de ciencia ficción de Bangla de Satyajit Ray del año 1967 titulada The Alien. En Latinoamérica se la conoce como Un amor extraño.
La película fue mostrada en el Festival de Películas Jerusalem  y el Denmark NatFilm Festival. Rakesh Roshan produjo una secuela titulada Krrish, la segunda parte de las series Koi... Mil Gaya, cuyo estreno mundial fue el 23 de junio de 2006, también fue un éxito.

## Trama
Un científico canadiense llamado Sanjay Susra Mehra (interpretado por el director Rakesh Roshan) crea una computadora con la que puede enviar variaciones de sílabas Om, con la esperanza de atraer la atención de los extraterrestres. Cuando finalmente recibe una respuesta, la comunidad científica no se lo toma en serio y se ríe de él.
Manejando hacia su casa ve que hay algo en el cielo, se da cuenta de que una nave espacial alienígena sobrevuela el vecindario y exclama: "¡un OVNI!" y empieza a desviarse del camino. Su esposa embarazada (interpretada por Rekha) jala el volante haciendo que el auto caiga contra una roca y explote. La mujer es arrojada del auto y sobrevive, pero el Dr. Mehra muere.
Ella decide regresar a la India. Su hijo nace mentalmente discapacitado; le pone el nombre de Rohit (interpretado por Hrithik Roshan).
Lo educa con delicadeza en la ciudad de Kasauli, por lo cual él crece como un hombre joven de intelecto limitado y de personalidad infantil, con un corazón cariñoso. Rohit tiene numerosos amigos mucho más jóvenes; niños con quienes juega y quienes son leales a él. También hace amistad con una joven llamada Nisha (Preity Zinta). Nisha siente simpatía y lo alegra como alegraría a un niño cuando su madre le explica lo de su dispacidad mental, al reprender a Nisha y a su pretendiente Raj por acosar a Rohit y romper su scooter. 
Rohit y Nisha encuentran la computadora OM de Sanjay y llaman accidentalmente a los extraterrestres. Los alienígenas visitantes se van rápido y dejan a uno de ellos. Rohit, Nisha, y los amigos de Rohit lo encuentran, haciendo amistad con él, y lo nombran Jadoo (significa "Mágico" en Hindi y Urdu) cuando descubren sus habilidades psíquicas. La notable inteligencia de Jadoo lo lleva a descubrir que Rohit es mentalmente discapacitado, con lo cual él utiliza su magia para mejorar la mente del chico. Ahora es aceptado por la sociedad de adultos jóvenes. Solamente la lealtad a sus amigos y Nisha evitan que desarrolle una total arrogancia. Raj y sus cómplices intentan humillar a Rohit en múltiples ocasiones, sólo para ser batidos en juegos de baloncesto, gracias a que la fuerza y destreza de Rohit ha aumentado de la mano del aumento de su desarrollo mental.
Nisha y Rohit se la pasan juntos cada vez más tiempo, desde antes y después de sus cambios; finalmente Rohit le propone matrimonio. Ella acepta. La presencia de Jadoo se mantiene en secreto a todos los seres humanos excepto a los amigos y a la madre de Rohit.
Sin embargo, el gobierno no se ha rendido en su búsqueda de los extraterrestres. La Policía captura a Jadoo, quien luego es rescatado por Rohit. Jadoo huye en la nave espacial de vuelta con su familia y al parecer le quita a Rohit las habilidades especiales que le había concedido. Rohit es otra vez mentalmente incapacitado, lo cual lo salva de la persecución del gobierno. Más adelante, Jadoo restaura permanentemente las capacidades especiales de Rohit. Nisha y Rohit ahora pueden llevar una vida feliz juntos.

## Reparto
- Hrithik Roshan como Rohit Mehra.
- Preity Zinta como Nisha.
- Rekha como Sonia Mehra.
- Rakesh Roshan como Sanjay Mehra.
- Prem Chopra como Harbans Saxena.
- Rajat Bedi como Raj Saxena.
- Johnny Lever como Chelaram Sukhwani.
- Mukesh Rishi como El inspector Khurshid Khan.
- Hansika Motwani como Priya Six.
- Kamya Punjabi como el habitante de Hill Station.
- Rajeev Verma como el papá de Nisha.

## Banda sonora
1. Haila Haila (Udit Narayan & Alka Yagnik)
2. Idhar Chala Main Udhar Chala (Udit Narayan & Alka Yagnik)
3. In Pancchiyon (Shaan, Kavita Krishnamurthy & Baby Sneha)
4. Instrumental Theme (Preeti Uttam)
5. It's Magic (Taz)
6. Jadoo Jadoo (Adnan Sami & Alka Yagnik)
7. Jadoo Jadoo 2 (Udit Narayan & Alka Yagnik)
8. Koi Mil Gaya (Udit Narayan & Chithra)

## Premios

### National Film Awards
- National Film Award for Best Film on Other Social Issues - Rakesh Roshan[1]
- National Film Award for Best Special Effects - James Colmer, Lara Denman, Marc Kolbe, Craig A. Mumma[2]
- Best Choreography - Farah Khan

### Premios Filmfare
Winners highlighted in bold:
- Mejor Película - Rakesh Roshan
- Best Director - Rakesh Roshan
- Best Actor - Hrithik Roshan
- Critics Award Best Performance - Hrithik Roshan
- Best Choreography - Farah Khan for "Idhar Chala"
- Best Actress - Preity Zinta
- Best Supporting Actress - Rekha
- Best Comedian - Johnny Lever
- Best Music Director - Rajesh Roshan
- Best Male Playback - Udit Narayan for "Idhar Chala"
- Best Female Playback - Chitra for "Koi Mil Gaya"